# HD 65598
HD 65598，又名CD-47 3457，SAO 219200、HR 3118，是一颗恒星，视星等为6.22，位于銀經262.21，銀緯-9.73，其B1900.0坐标为赤經7h 54m 21.6s，赤緯-47° -9.73′ 16″。